# بيتر مولر (لاعب كرة قدم أمريكية)
بيتر مولر (بالإنجليزية: Peter Mueller)‏ هو لاعب كرة قدم أمريكية أمريكي، ولد في 27 نوفمبر 1951.